# SN 2001jm
SN 2001jm – supernowa odkryta 9 grudnia 2001 roku w galaktyce A043913-0123. W momencie odkrycia miała maksymalną jasność 23,40m.